# Préventel
Préventel désigne le groupement d’intérêt économique (GIE) Prévention Télécommunications, créé en 1998 par les opérateurs de téléphone mobile comme Orange, SFR et Bouygues Telecom, afin d'éviter les mauvais payeurs.
Le fichier Préventel contient des informations relatives aux impayés supérieurs ou égaux à trente euros, ainsi qu'aux contrats souscrits de manière irrégulière (avec des pièces justificatives falsifiées ou des renseignements inexacts).
Les informations enregistrées concernent :

-les personnes physiques : nom, prénom, sexe, date et lieu de naissance, adresse postale.

-les personnes morales : numéro SIREN, nom ou raison sociale, adresse postale.

-le problème ("impayé" ou "anomalie")

-l’identification du membre du GIE à l’origine de l’inscription

-la date de l’inscription.
Sur le site de la CNIl, qui a autorisé ce fichier, on apprend qu'au mois de juin 2012, plus de deux millions de personnes étaient inscrites, dont 230 000 au moins deux fois.
En 2024, l'opérateur SFR s'est retiré du GIE, pour des raisons inconnues, comme en témoigne la liste des opérateurs sur le site. Cependant, les MVNO Prixtel et La Poste Mobile, filiale du groupe Altice (propriétaire de SFR), n'ont pas quitté le GIE.

## Articles associés
- Fichage en France

## Liens extérieurs
- http://www.preventel.fr/ site officiel de Préventel
- PREVENTEL : Base de prévention des impayés, publication de novembre 2013, sur le site de la CNIL.